# Luciana Stegagno Picchio
Luciana Stegagno Picchio (Alessandria, 26 aprile 1920 – Roma, 28 agosto 2008) è stata una filologa, storica della cultura e critica letteraria italiana, esperta di letteratura medievale portoghese di storia del teatro portoghese, e studiosa di fama mondiale di letteratura portoghese, letteratura brasiliana e letterature lusofone.

## Biografia
Dopo le scuole secondarie ad Alessandria, Luciana Picchio studiò filologia classica e archeologia all'Università di Torino e all'Università La Sapienza di Roma dove si laureò nel 1942 con una tesi sull'archeologia classica. Nel 1944 sposò il medico Giannantonio Stegagno. Il contatto con la comunità intellettuale portoghese di Roma a cui impartiva lezioni d'italiano la portò a studiare il portoghese (1943), iniziando poi anche a pubblicare articoli di letteratura spagnola e portoghese e traduzioni (1951-56). Nel 1956 divenne assistente universitaria, insegnando il portoghese, dal 1959 al 1968 all'Università di Pisa e dal 1969 all'università di Roma. La sua casa  in Via Civitavecchia divenne presto il punto di riferimento per intellettuali e artisti provenienti da tutto il mondo: fra i suoi amici più noti ricordiamo Roman Jakobson, Murilo Mendes , José Saramago , Jorge Amado.
Negli anni di insegnamento a Pisa ebbe tra i suoi allievi Antonio Tabucchi, con il quale restò sempre un vincolo di profonda stima e amicizia, e fu proprio grazie ai suoi insegnamenti che quest'ultimo si avvicinò  all'opera di Fernando Pessoa e cominciò la sua avventura letteraria e accademica in ambito lusitano, come egli stesso ricorda nell'articolo a lei dedicato all'indomani della sua scomparsa su La Repubblica Cultura - quello stesso quotidiano con cui Luciana Stegagno Picchio aveva avuto una collaborazione ventennale.
Fondò e diresse la rivista Quaderni Portoghesi (tra il 1977 e il 1984) e fu condirettrice della rivista Letteratura d'America.
La sua bibliografia dal 1951 al 1999 conta oltre cinquecento titoli fra volumi, saggi e articoli. Alla metà degli anni settanta (1974-1976)  scrive per Paese Sera nella rubrica Libri; dal 1977 al 1987 collabora con il quotidiano La Stampa per la pagina culturale Tuttolibri; mentre con il quotidiano La Repubblica ha una collaborazione quasi ventennale, dal 1988 al 2006, e i suoi articoli costituiscono una ricercata antologia della critica delle letterature lusofone. Sempre con La Repubblica nel 2004 viene pubblicato il volume Poesia straniera Portoghese e Brasiliana, che contenendo anche testi di autori africani di espressione portoghese, costituisce un unicum nell'ambito delle Antologie di poesia lusitana, offrendo una summa e una visione quanto mai completa del panorama letterario lusofono nei diversi continenti.
Fra i tanti saggi di critica letteraria si distingue un prezioso libriccino di poesie La terra dei Lotofagi in cui il critico diviene poeta e con tecnica raffinata e sapiente dà voce al proprio io lirico.
Nel 2005 è stato pubblicato da Passigli il suo ultimo libro, l'edizione con testo a fronte delle Quartine di Fernando Pessoa; nel 2018, a dieci anni dalla sua scomparsa, è stata pubblicata postuma l'edizione italiana dell'opera José Custódio de Faria (Abate Faria) dal titolo Della causa del sonno lucido o studio sulla natura dell'uomo (Ed. Lithos).
Nel 2015 presso l'Istituto Sant'Antonio dei portoghesi in  Roma è stato inaugurato il Fondo Luciana Stegagno Picchio costituito dal lascito di 14.000 volumi fatto dalla studiosa 
Il 26 gennaio del 2016 le è stata intitolata una via a Lisbona nel quartiere São Domingos de Benfica.
Un ricordo nel centenario dalla nascita si trova in Insula Europea.

## Opere
- Storia del teatro portoghese, Roma, Edizioni dell'Ateneo 1964 e Lisbona 1969[14]
- Profilo storico della letteratura drammatica portoghese, Milano, Vallardi, 1967
- Ricerche sul teatro portoghese, Roma, Edizioni dell'Ateneo, 1969
- Storia della letteratura brasiliana, Sansoni Firenze 1972 e Einaudi, Torino, 1997[15]
  - (RO)  Literatura braziliana, Bucarest (1986)
  - (PT)  História da literatura brasileira, Rio de Janeiro (1997 e 2004)
  - (CS)  Dějiny brazilské literatury, Praga (2007)
- A lição do texto. Filologia e literatura. 1.  Idade média, Ediçoes 70, Lisboa, 1979
- (FR)  La littérature brésilienne, Parigi (1981 e 1996)
  - Literatura brasileira. Das origens a 1945, San Paolo (1988)
- (FR)  La méthode philologique. Ecrits sur la littérature portugaise. I. La poésie. II. La prose et le théâtre, Parigi (1982)
- Profilo della letteratura brasiliana, Editori Riuniti, Roma, 1992
- La terra dei lotofagi. Poesie con note, Ed. All'insegna del pesce d'oro di Vanni Scheiwiller, Milano, 1993 (1000 copie numerate)
- (PT)  Mare aperto. Viaggio dei portoghesi(FR)  , Lisbona (1999)
- José Saramago. Istantanee per un ritratto, Passigli, Firenze 2000
- Prefazione al romanzo di Anna Luisa Pignatelli, L'Ultimo Feudo, Mobydick, Faenza, 2002
- Nel segno di Orfeo. Fernando Pessoa e l'avanguardia portoghese, Il Melangolo, Genova 2004
- Breve storia della letteratura brasiliana, Genova (2005)
- José Custódio de Faria (Abate Faria) Della causa del sonno lucido o studio sulla natura dell'uomo, Edizione italiana a cura di Luciana Stegagno Picchio e Giona Tuccini, Ed. Lithos, Roma 2005

### editoriali
- Antologia della poesia portoghese e brasiliana, Roma, La Biblioteca di Repubblica, 2004 (supplemento al quotidiano)
- Herausgabe von Werken von acqua Murilo Mendes, Fernando Pessoa, Josè Saramago, Jorge Amado e Jorge de Sena.

### Biografie, Studi in onore e bibliografie
- Luciana Stegagno Picchio, A Língua Outra, Uma Fotobiografia, a cura di Alessandra Mauro, Instituto Camões, Lisboa 2001 http://cvc.instituto-camoes.pt/conhecer/biblioteca-digital-camoes/biografias-1.html
- La lingua altra. Una autobiografia in forma di intervista, Pomezia 2008, traduzione italiana di A Lìngua Outra
- Estudos Portugues. Homenagem a Luciana Stegagno Picchio, A.A.V V., Lisboa, Difel1991
- Luciana Stegagno Picchio dal 1951 al 1993, ed. di Guia Boni e Rita Desti, Napoli, 1994
- Luciana Stegagno Picchio dal 1951 al 1999 a cura di G. Boni e R. Desti,  Enchiridion, Bibliografie n. 7,  Istituto Universitario Orientale, Napoli 1999
- E Vós, Tágides minhas, Miscellanea in onore di Luciana Stegagno Picchio, a cura di Maria José de Lancastre, Silvano Peloso e Ugo Serani, Baroni, Viareggio 1999

## Riconoscimenti
- Membro corrispondente dell'Academia Brasileira de Letras (2000)
- Laurea honoris causa dell'Università di Lisbona (1997/1998)
- Socia dell'Academia das Ciências di Lisbona
- Premio Roma-Brasilia Città della Pace (1998)[16]